# Zawór czterodrożny

Zasada działania

Wentyl obrotowy

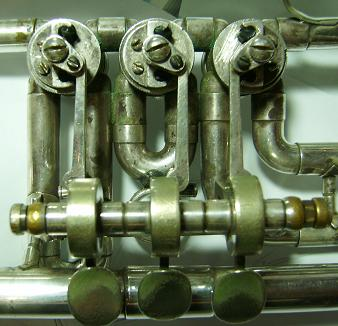
Wentyle obrotowe

Zawór czterodrożny, zawór czterodrogowy – zawór do regulacji przepływu płynów (cieczy lub gazów), który ma cztery porty (to znaczy cztery miejsca do podłączenia rur).
Zawory dzieli się na przełączające i mieszające. Zawory mieszające rozdzielają układ hydrauliczny na dwa obiegi i umożliwiają mieszanie płynów z dwóch obiegów w wybranych proporcjach.

## Zastosowania
- zawory mieszające:
  - w układach do mieszania płynów – na przykład w celu podniesienia temperatury wody zasilającej kocioł parowy, co zmniejsza w nim naprężenia termiczne
  - w ogrzewnictwie – głównie do różnicowania temperatury wody w centralnym ogrzewaniu oraz ciepłej wody użytkowej, a także podniesienia temperatury wody powracającej do kotła, co eliminuje skraplanie się pary na jego ścianach, a więc zapobiega korozji, przedłużając tym samym żywotność kotła
- zawory przełączające:
  - w różnych instalacjach wymagających przełączania obiegów
  - w instrumentach dętych blaszanych – do włączania lub odcinania krąglików, co wpływa na przedłużanie lub skracanie słupa powietrza i zmianę wysokości dźwięku

Zawory mieszające były używane przez Richarda Trevithicka do dystrybucji pary we wczesnych maszynach parowych.